# والدلویسهایم
والدلویسهایم (به فرانسوی: Waldolwisheim) یک کمون در فرانسه است که در Canton of Saverne واقع شده‌است.

## خصوصیات
والدلویسهایم ۵٫۶۵ کیلومترمربع مساحت و ۵۴۸ نفر جمعیت دارد و ۲۱۰ متر بالاتر از سطح دریا واقع شده‌است.